# 薩摩隕石

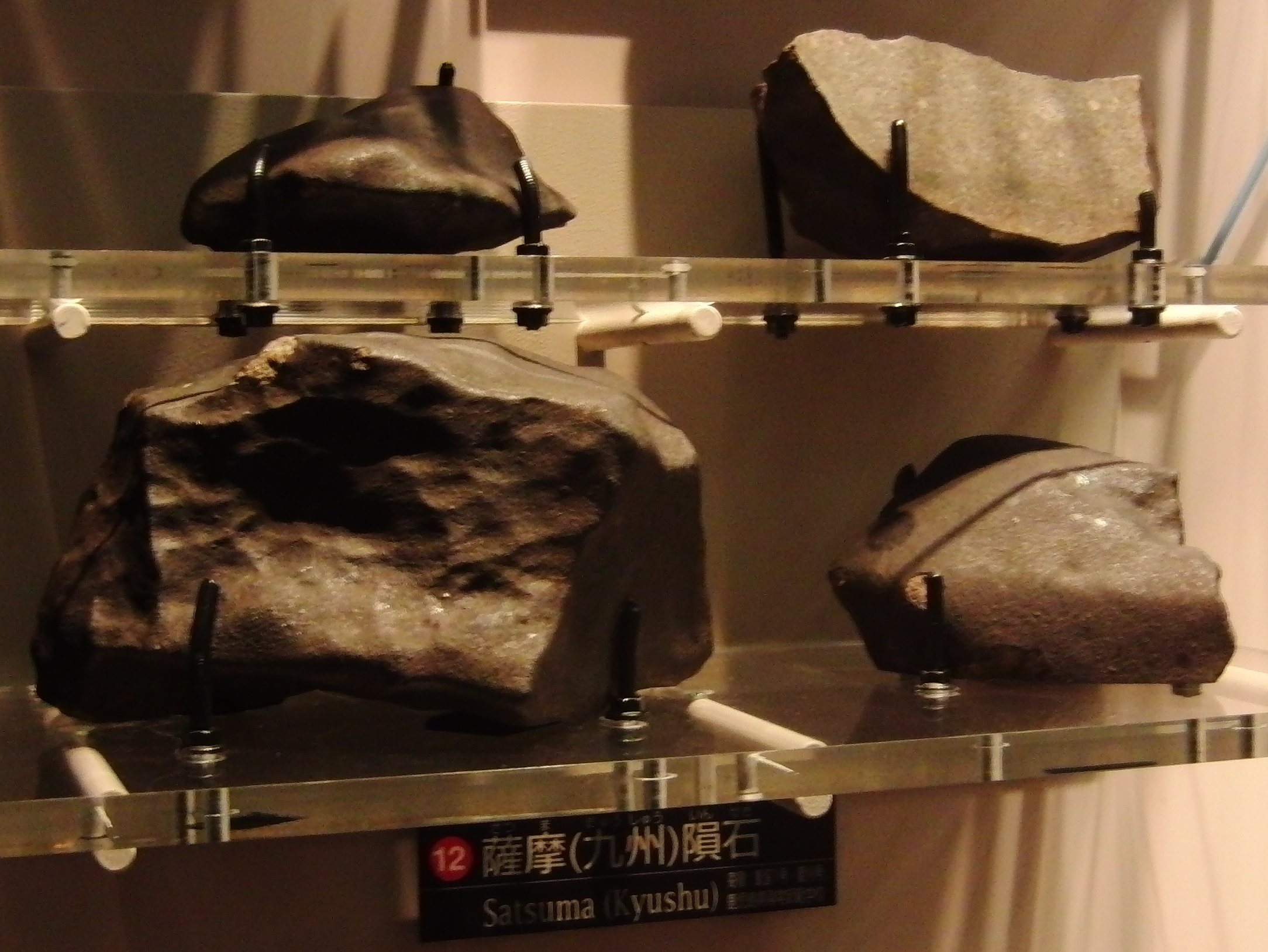
薩摩隕石（九州隕石）。国立科学博物館の展示

薩摩隕石（さつまいんせき）は1886年10月26日15時頃、鹿児島県伊佐地方に落下した隕石群。L6コンドライトの石質隕石である。国際名称は九州隕石。鹿児島県指定天然記念物。